# Documenta 6

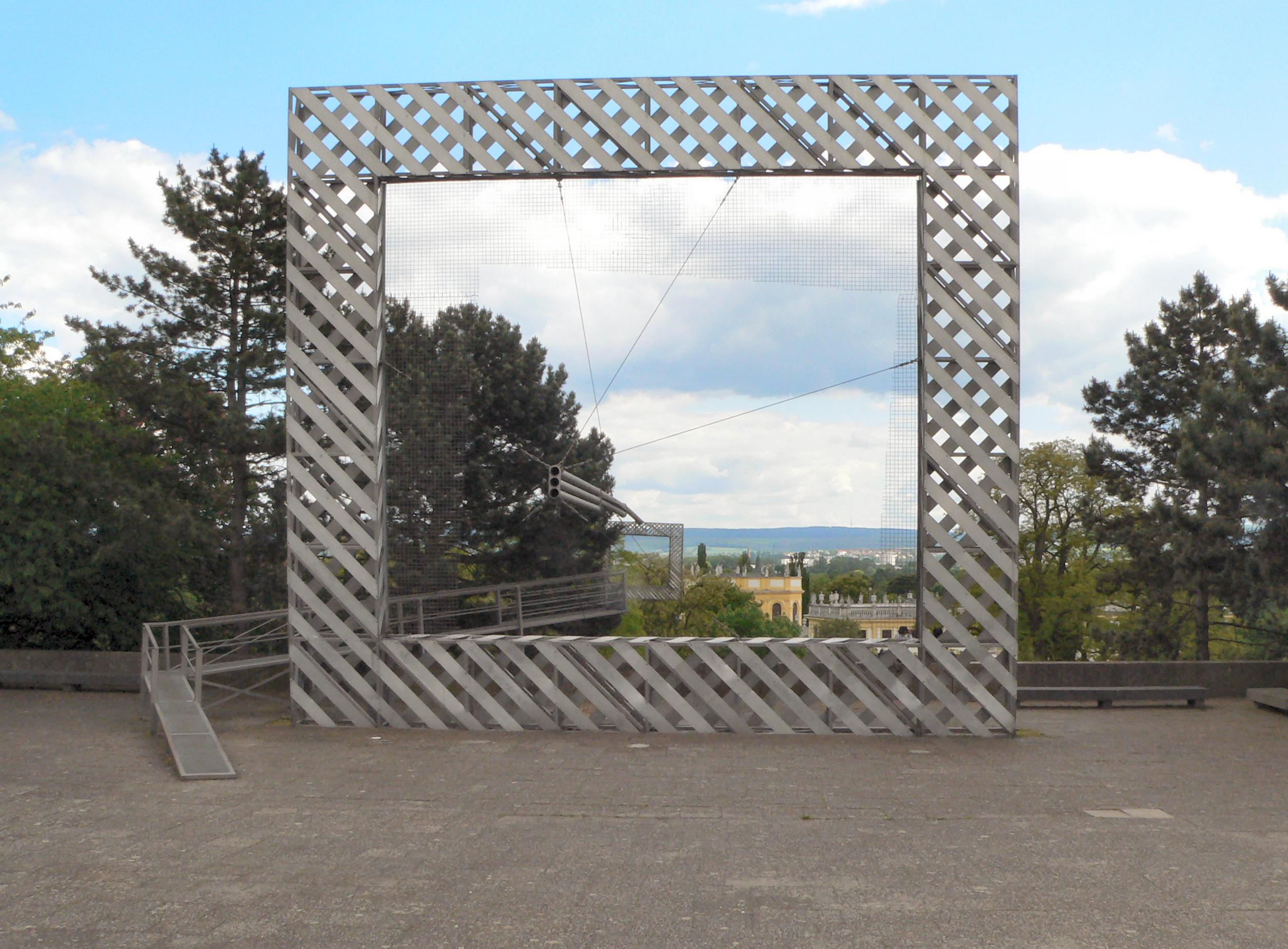
Rahmenbau av Haus-Rucker-Co.

documenta 6 var det sjätte  genomförandet av documenta, en av världens största utställningar för samtida konst, som hålls vart femte år i Kassel i Tyskland. Det genomfördes 24 juni - 2 oktober 1977.
Konstnärlig ledare var Manfred Schneckenburger. 655 konstnärer deltog med 2 700 verk. 343 410 besökare kom.

## Bildgalleri

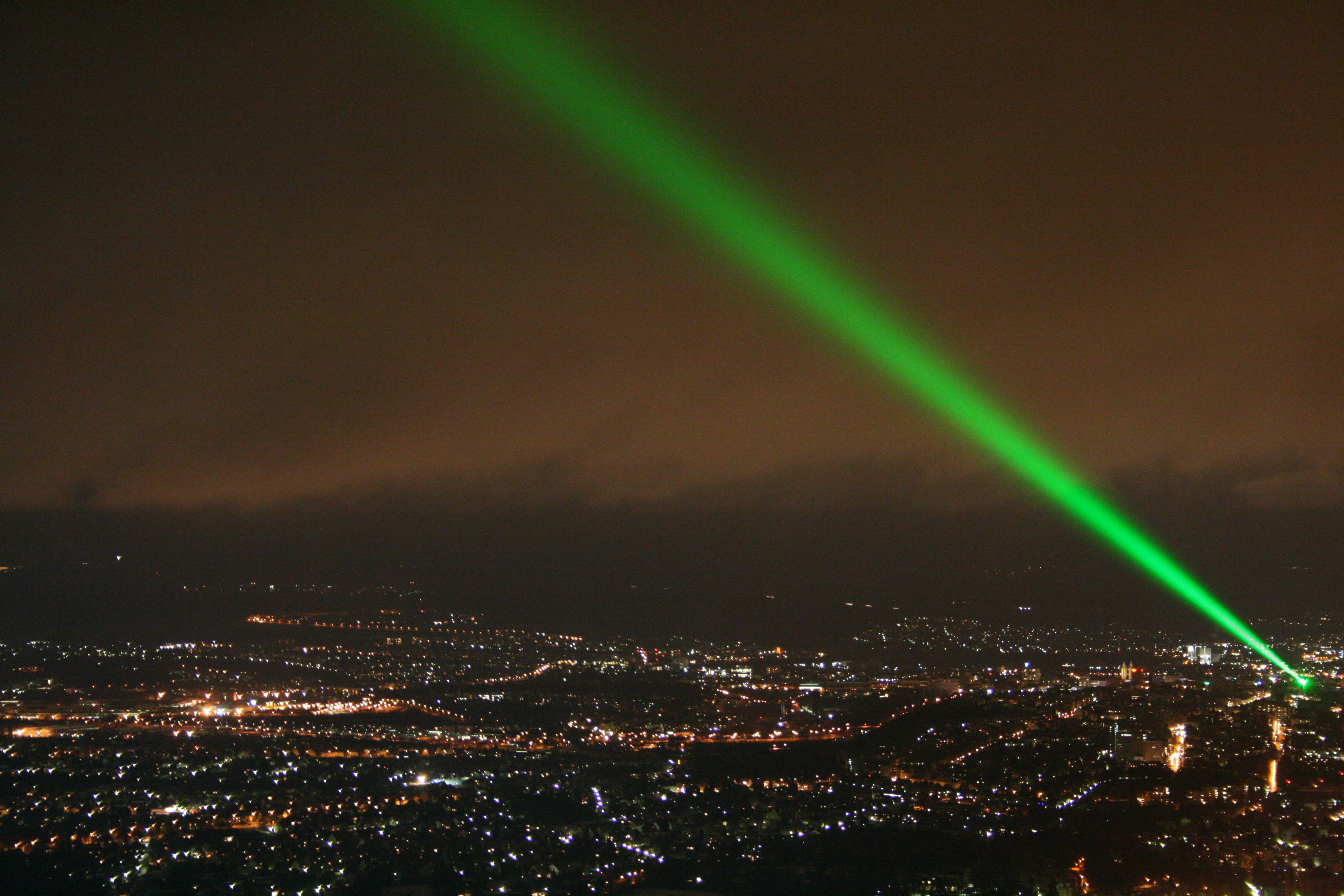
Laserscape av Horst H. Baumann.
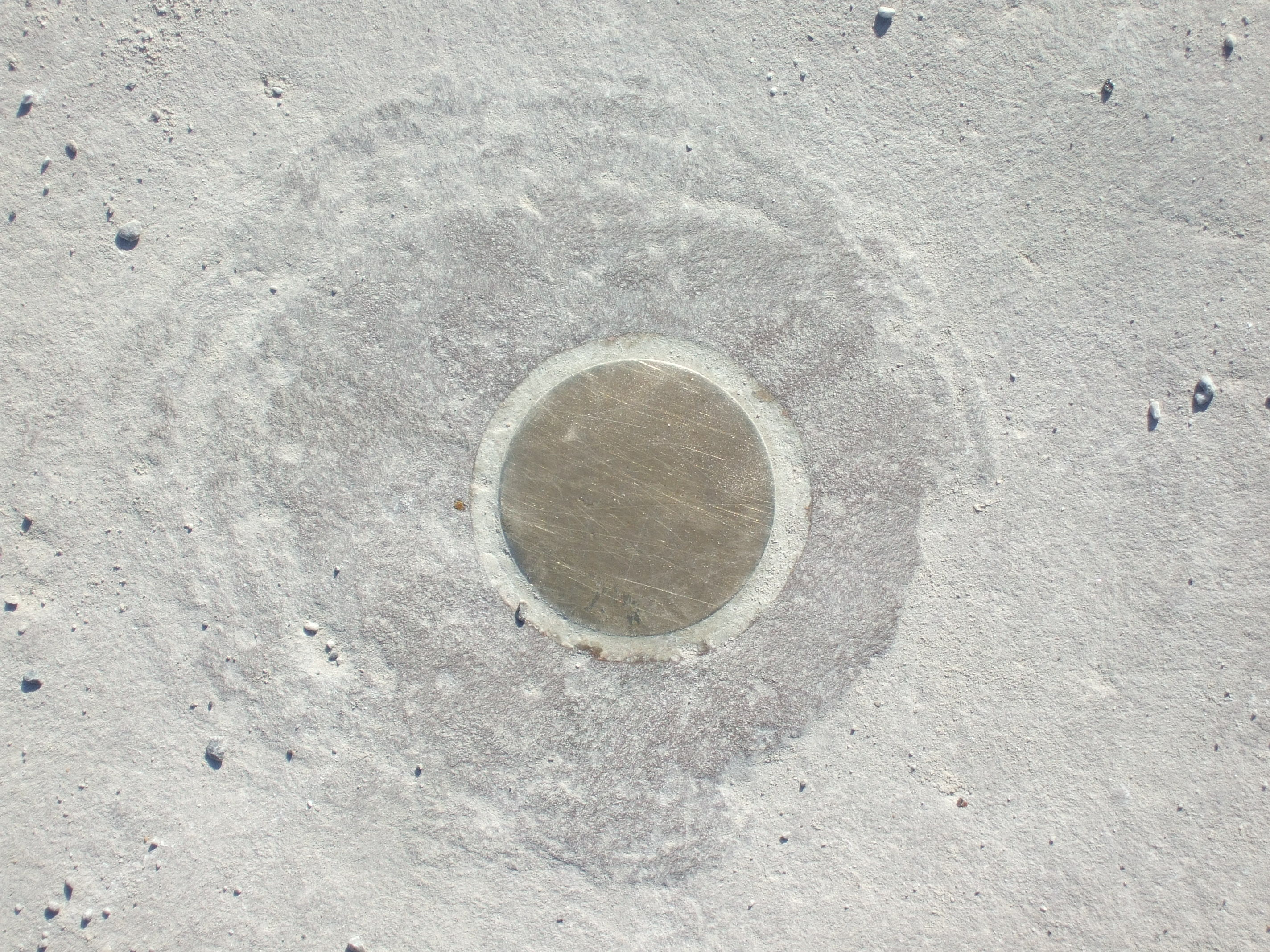
Vertikaler Erdkilometer av Walter De Maria.
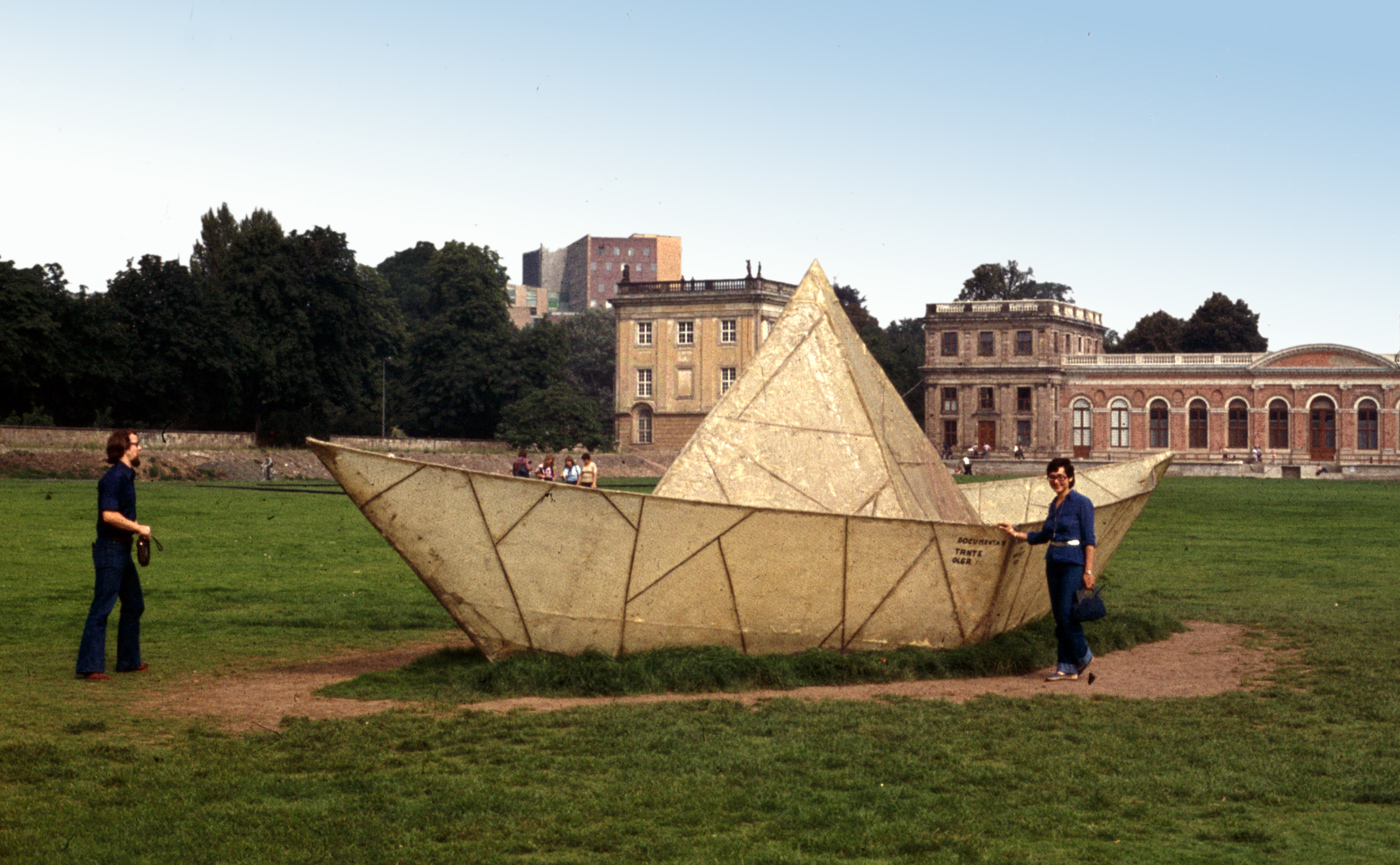
Drömskeppet moster Olga av Anatol Herzfeld 1977.

## Platser
Utställningar skedde på Fridericianum, Neue Galerie, Orangeriet i Karlsaues park, liksom i själva Karlsaue. Därmed visade documenta 6 stark rum påtaglig i stadsrummet.

## Deltagande konstnärer i urval
- Carl Andre
- Vito Acconci
- Pierre Alechinsky
- Theo Angelopoulos
- Arman
- Ottomar Anschütz
- Fernando Arrabal
- Robert Altman
- Horst Antes
- Chantal Akerman
- Laurie Anderson
- Diane Arbus
- Art & Language
- Eugène Atget
- Francis Bacon
- Joseph Beuys
- Fernando Botero
- Hippolyte Bayard
- Margaret Bourke-White
- Günter Brus
- Werner Bischof
- Balthus
- Cecil Beaton
- Louis-Auguste Bisson & Auguste-Rosalie Bisson
- Brassaï (Gyula Halász)
- Luis Buñuel
- Chris Burden
- Peter Bogdanovich
- Robert Bresson
- Marcel Broodthaers
- Christian Boltanski
- Robert Capa
- Julia Margaret Cameron
- Henri Cartier-Bresson
- Eduardo Chillida
- Christo
- Lewis Carroll
- Chuck Close
- Claude Chabrol
- Jim Dine
- Louis Daguerre
- Agnes Denes
- Hanne Darboven
- Willem de Kooning
- Alan Davie
- Marcel Duchamp
- Walker Evans
- Sergej Eisenstein
- Öyvind Fahlström
- Federico Fellini
- Dan Flavin
- Lee Friedlander
- Roger Fenton|
- Rainer Werner Fassbinder
- Terry Fox
- Gisèle Freund
- Dan Graham
- Abel Gance
- Jean-Luc Godard
- Renato Guttuso
- Lewis Hine
- Erich Hauser
- David Hall
- Michael Heizer
- David Hockney
- Richard Hamilton
- Eva Hesse
- Hans Hollein
- Jasper Johns
- Donald Judd
- Alejandro Jodorowsky
- Dani Karavan
- Buster Keaton
- Ellsworth Kelly
- Alexander Kluge
- Joseph Kosuth
- Stanley Kubrick
- Allan Kaprow
- Anselm Kiefer
- On Kawara
- Willem de Kooning
- Sol LeWitt
- Gustave Le Gray
- Roy Lichtenstein
- Joseph Losey
- Dorothea Lange
- John Latham---
- Roberto Matta
- Borg Mesch
- Duane Michals
- Piero Manzoni
- Giacomo Manzù
- Walter De Maria
- Eadweard Muybridge
- Robert Mapplethorpe
- Agnes Martin
- Joan Miró
- Bruce Nauman
- Joseph Nicephore Niepce
- Richard Nonas
- Roman Opalka
- Claes Oldenburg
- Dennis Oppenheim
- Pablo Picasso
- Nam June Paik
- Eduardo Paolozzi
- Gordon Parks
- Elio Petri
- Ed Ruscha
- Bridget Riley
- Ken Russell
- James Rosenquist
- Francesco Rosi
- Robert Rauschenberg
- Alain Resnais
- Jacques Rivette
- Roberto Rossellini
- Man Ray
- Éric Rohmer
- Gerhard Rühm
- Edward Steichen
- Saul Steinberg
- Martin Scorsese
- Frank Stella
- Alfred Stieglitz
- Robert Smithson
- August Sander
- Paul Strand
- Richard Serra
- Ben Shahn
- Keith Sonnier
- Josef Sudek
- François Truffaut
- William Henry Fox Talbot
- Jean Tinguely
- Antoni Tàpies
- Cy Twombly
- Bill Viola
- Agnès Varda
- Luchino Visconti
- Wolf Vostell
- Andrzej Wajda
- Orson Welles
- Wim Wenders
- Lina Wertmüller
- Erwin Wortelkamp
- Andy Warhol
- Lawrence Weiner
- Gerd Winner
- Fritz Wotruba
- Wolfgang Weber
- Peter Weller
- Tom Wesselmann
- Heinrich Zille
- Krzysztof Zanussi